# Sofiivka, Kirovske
Sofiivka (în ucraineană Софіївка) este un sat în comuna Iarke Pole din raionul Kirovske, Republica Autonomă Crimeea, Ucraina.

## Demografie
Componența lingvistică a localității Sofiivka
     Rusă (81,82%)
     Tătară crimeeană (13,64%)
     Ucraineană (4,55%)
Conform recensământului din 2001, majoritatea populației localității Sofiivka era vorbitoare de rusă (81,82%), existând în minoritate și vorbitori de tătară crimeeană (13,64%) și ucraineană (4,55%).